# 琉球列島美國民政府
琉球列島美國民政府（英語：United States Civil Administration of the Ryukyu Islands，縮寫：USCAR；日语：／ Ryūkyū-rettō Beikoku Minseifu）1950年12月15日至1972年5月15日期間琉球群島的統治機構。在這段時期裏，美軍對該地區實際控制。
琉球列島美國民政府的前身是琉球列島美國軍政府。1950年12月15日被改組為美國民政府。
美國民政府是琉球政府的上層組織，維持美軍在琉球地區的利益及作戰功能，具有否決琉球政府決定的權利，也管轄部份重要性質的業務，包括琉球電力公社（今沖繩電力）、琉球大學、美國民政府法院。
根據1952年4月28日生效之《舊金山和約》的規定，日本同意美國將琉球列島置於聯合國託管統治之下的提議，在提案通過前由美國對其實施行政、立法、司法的權利。然而最後美國並沒有將置於聯合國託管統治之下，而是直接行使施政權。美國先後於1952年2月10日和1953年12月25日分別將吐噶喇群島和奄美群島的施政權返還給日本。此後，於1972年5月15日將對琉球列島剩餘部分的施政權返還給日本，終結在琉球的施政。

## 歷史
- 1945年4月1日：在沖繩島戰役中，美軍登陸沖繩本島，並在當日成立琉球列島美國軍政府。
- 1946年7月1日：管理沖繩的權限由美國海軍轉為美國陸軍。
- 1950年12月15日：美國軍政府改組為琉球列島美國民政府，由美軍指派政府武官擔任首長，文官擔任副首長。
- 1957年6月5日：美國民政府的首長改稱為高級專員，由美國國防部部長經美國總統同意後指派中將階級之將官擔任。
- 1970年12月20日：5千餘名琉球群眾與美軍憲兵隊爆發衝突，史稱「胡差暴動」。
- 1972年5月14日：美國將沖繩交付日本，琉球列島美國民政府廢除。

## 組織

### 1952年10月10日
- 民政長官（Governor） - 民政副長官（Deputy Governor） 
  - 民政官（Civil Administrator） - 副民政官（Deputy Civil Administrator）、行政官（Executive Officer） 
    - 總務課（Administrative Section）
    - 統計課（Programs & Statistics Section）
    - 財政部（Finance Department）
    - 經濟部（Economics Department）
    - 通信部（Communications Department）
    - 民間情報教育部（Civil Information & Education Department）
    - 補給部（Supply Department）
    - 公益事業部（Public Services Department）
    - 公衆衛生福祉部（Public Health & Welfare Department）
    - 行政法務部（Government & Legal Department）
    - 宮古民政官府（Miyako Civil Administration Team）
    - 八重山民政官府（Yaeyama Civil Administration Team）
    - 奄美民政官府（Amami Civil Administration Team）

### 1958年1月10日
- 高級專員（High Commissioner） 
  - 首席民政官室（Office of Civil Administrator） 
    - 涉外室（Liaison Office）
    - 涉外報道局（Office of Public Information）
    - 總務部（Office of Administrative Services）
    - 財政部（Finance Department）
    - 法制法務部（Legislative & Legal Department）
    - 經濟開發部（Economic Development Department）
    - 司法部（Judicial Department）
    - 保安部（Public Safety Department）
    - 教育部（Education Department）
    - 公眾衛生福祉部（Public Health & Welfare Department）
    - 勞動部（Labor Department）
    - 宮古民政官府（Miyako Civil Administration Team）
    - 八重山民政官府（Yaeyama Civil Administration Team）

## 歷任首長
民政长官兼远东司令部总司令官（Governors and Commanders-in-Chief, Far East Command；驻扎东京）
1. 道格拉斯·麦克阿瑟上將（Douglas MacArthur）：1950年12月15日–1951年4月11日
2. 马修·李奇微上將（Matthew Ridgway）：1951年4月11日–1952年5月12日
3. 马克·W·克拉克上將（Mark W. Clark）：1952年5月12日–1953年10月7日
4. 约翰·E·赫尔上將（John E. Hull）：1953年10月7日-1955年4月1日
5. 马克斯维尔·D·泰勒上將（Maxwell D. Taylor）：1955年4月1日-1955年6月5日
6. 李曼·雷姆尼泽上將（Lyman Lemnitzer）：1955年6月5日-1957年6月30日

民政副长官兼琉球列岛司令部司令官（Deputy governors and Commanding Generals, Ryukyu Islands Command；驻扎那霸）
1. 罗伯特·S·贝特勒少将（Robert S. Beightler）：1950年12月15日-1952年12月16日（1951年5月10日至8月7日期间由哈里·S·舍曼准将（Harry B. Sherman）代理）
2. 詹姆斯·马尔科姆·刘易斯准将（James Malcolm Lewis）：1952年12月18日-1953年1月2日
3. 大卫·艾尔斯·德普埃·奥格登中将（David Ayres Depue Ogden）：1953年1月3日-1955年3月4日
4. 詹姆斯·爱德华·穆尔中将（James Edward Moore）：1955年3月5日-1957年7月3日

高級專員（High Commissioners）
1. 詹姆斯·愛德華·穆爾中將（James Edward Moore）：1957年7月4日-1958年4月30日
2. 唐納德·普倫蒂斯·布思中將（Donald Prentice Booth）：1958年5月1日-1961年2月12日
3. 保羅·卡拉韋中將（Paul Caraway）：1961年2月16日-1964年7月31日
4. 阿爾伯特·沃森二世中將（Albert Watson II）：1964年8月1日-1966年10月31日
5. 費迪南德·湯瑪斯·昂格爾中將（Ferdinand Thomas Unger）：1966年11月2日-1969年1月28日
6. 詹姆斯·班傑明·蘭珀特中將（James Benjamin Lampert）：1969年1月28日-1972年5月14日

民政官（Civil Administrators）
1. 冯纳·F·伯格（Vonna F. Burger）：1955年6月-1959年6月20日
2. 约翰·G·翁德里克（John G. Ondrick）：1959年7月1日-1962年5月
3. 香农·博伊德-贝利·麦丘恩（Shannon Boyd-Bailey McCune）：1962年7月18日-1964年2月8日
4. 杰拉尔德·沃纳（Gerald Warner）：1964年2月11日-1967年7月10日
5. 斯坦利·舍曼·卡彭特（Stanley Sherman Carpenter）：1967年7月15日-1969年8月15日
6. 罗伯特·A·费尔里（Robert A. Fearey）：1969年8月21日-1972年5月12日

## 外部連結
- 沖繩縣公文書館 （页面存档备份，存于）
- 守禮之光－美國琉球列島高級專員官府機關雜誌 （页面存档备份，存于）